# اندیس سولفات کلسیم نازیل
سولفات کلسیم نازیل یک اندیس غیرفلزی است که در حوالی شهر نوک آباد استان سیستان و بلوچستان قرار دارد و مادهٔ معدنی موجود در آن، سولفات کلسیم است.سنگ میزبان این اندیس تبخیریها است و دیرینگی آن به دوران کواترنری می‌رسد. 